# Lamisco
Lamisco (in greco Λαμίσκος) (Magna Grecia, 400 a.C. – ...) è stato un filosofo greco antico, membro della scuola pitagorica.
Originario di Taranto, fece parte del circolo pitagorico di Archita attivo nel IV secolo a.C. e collegato ad ambienti lucani. Nel 360 a.C. Lamisco è a capo della spedizione tarantina, con una nave a trenta remi, per intercedere a favore di Platone, bloccato a Siracusa, e convincere il tiranno Dionisio II a lasciarlo ripartire per Atene. Le trattative andarono a buon fine e Platone fece ritorno in patria.